# Jean Nicolas Pierre Hachette
Jean Nicolas Pierre Hachette   (Mézières, 6 de maig de 1769 - antic 11è districte de París, 16 de gener de 1834) fou un matemàtic francès.

## Vida
Hachette es va graduar a la universitat de Reims el 1787. Després de fer uns cursos a l'École Royale du Génie de la seva ciutat natal, on va ser deixeble de Monge, el 1792 és nomenat professor d'hidrografia a Cotlliure i el 1794 es trasllada a París com un dels fundadors de l'École polytechnique.

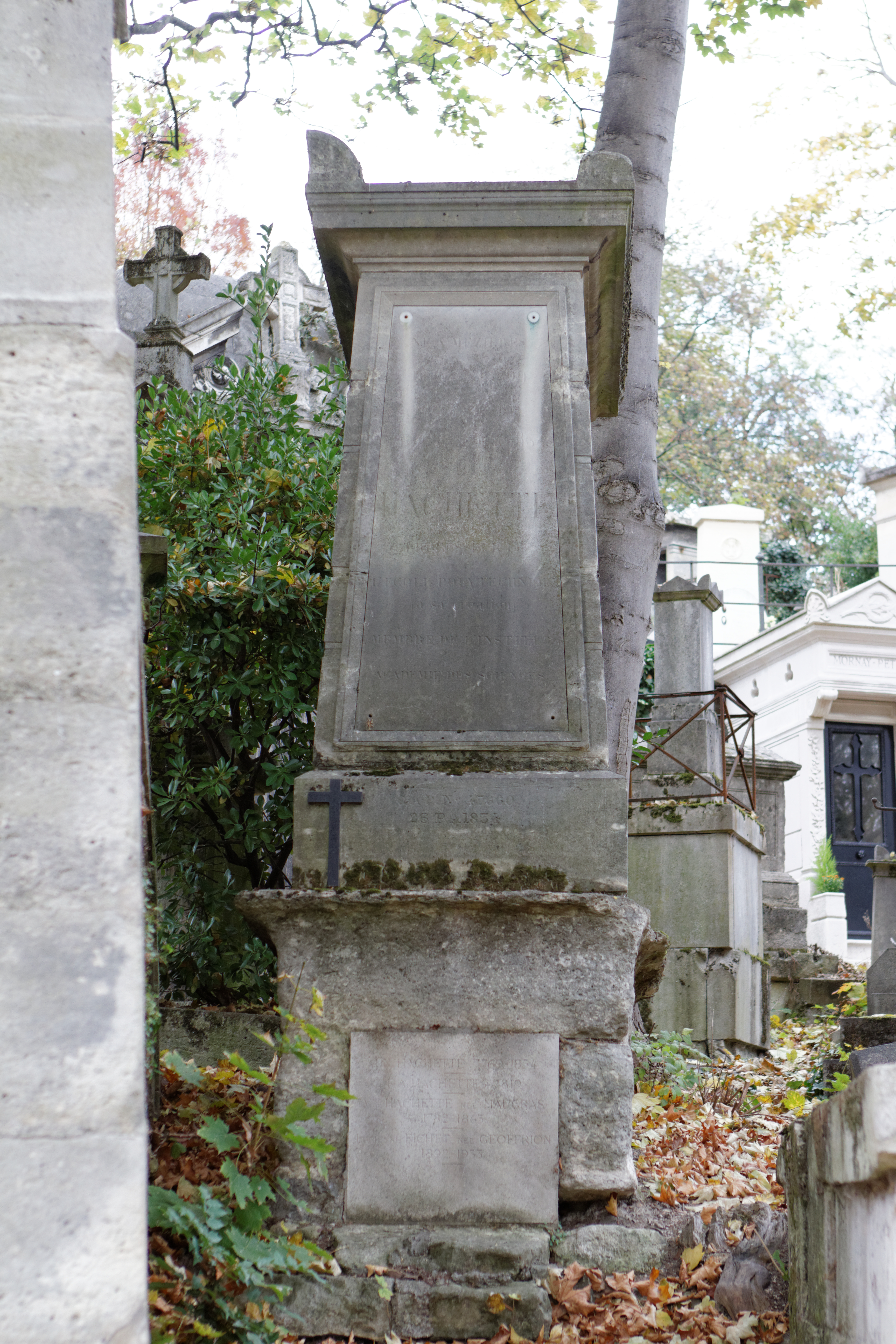
Tomba d'Hachette al cementiri del Père-Lachaise.

Des de 1799 serà un dels líders organitzadors de l'escola fins que el 1816 serà forçat a dimitir per les seves idees republicanes. En aquests temps va ser editor del Journal de l'École polytechnique i va promoure un butlletí per a la informació i el intercanvi d'idees: Correspondence sur l'École polytechnique. També va ser professor de la Facultat de Ciències de París fins a la seva mort el 1834.
Del seu matrimoni amb Jeanne Maugras el 1810, va tenir un fill, que esdevindria enginyer en cap del ministeri d'obres públiques, i una filla que es casaria amb el químic Jacques-Joseph Ebelmen.

## Obra
L'obra d'Hachette es desenvolupa en tres camps: la geometria, la mecànica pura i aplicada i la física.
En el primer, cal ressenyar que va ser ell l'editor de la Géométrie descriptive de Monge (1799). A més, el 1822 va publicar el seu propi Traité de Géométrie descriptive.
En el camp de la mecànica és destacable el seu Traité élémentaire des machines (1811) que tindrà forta influència i es reeditarà nombroses vegades.